# Neuer Leipziger Kunstverein
Der Neue Leipziger Kunstverein e.V. (NLKV) ist ein 1990 gegründeter Kunstverein in Leipzig. Der Neue Leipziger Kunstverein ist ein Zusammenschluss von Menschen, die an der bildenden Kunst interessiert sind. Der Verein hat sich das Ziel gesetzt, in der Stadt Leipzig und Umgebung zur Entwicklung einer lebendigen Kunst der Gegenwart beizutragen.

## Geschichte
Der NLKV steht in der Tradition des 1837 gegründeten Leipziger Kunstvereins, dem das Leipziger Museum der bildenden Künste seine Entstehung verdankt. Dieser Kunstverein wurde 1946 zwangsaufgelöst. Die durch die Auflösung entstandene Lücke schließt der NLKV seit seiner Gründung im Museum der bildenden Künste am 2. November 1990.

## Ausstellungen (Auswahl)
Der NLKV hat eine Reihe von Kunstausstellungen und Retrospektiven veranstaltet, zumeist zu Leipziger Künstlern. Einige dieser Ausstellungen hat der NLKV mit Katalogen und Monographien begleitet. Zu den Ausstellungen zählen unter anderem:
- 1991: Dreiklang, eine Ausstellung mit Werken von Günter Horlbeck, Volker Baumgart und Caroline Kober im Museum der bildenden Künste.[1]
- 1992: Erdhimmel, eine Ausstellung mit Werken von Andreas Hanske, Akos Novaky und Ingo Regel im Museum der Bildenden Künste.[2]
- 1993: Erich Kissing, in Zusammenarbeit mit dem Museum der Bildenden Künste.[3]
- 1994: Joachim Scholz in der Galerie im Hörsaalbau der Universität Leipzig.[4]
- 1994: Bildende Künstler in Leipzig.[5]
- 1995: Arnd Schultheiß, in Zusammenarbeit mit der Universität Leipzig.[6]
- 2001: Wolfram Ebersbach, in Zusammenarbeit mit dem Museum der Bildenden Künste.[7]
- 2003: Sieben mal Malerei, eine Ausstellung mit Werken von Tilo Baumgärtel, Peter Busch, Tim Eitel, Martin Kobe, Christoph Ruckhäberle, David Schnell und Matthias Weischer im Museum der Bildenden Künste.[8]
- 2006: Günter Thiele im Museum der Bildenden Künste.[9]
- 2006: Bildende Künstler in Leipzig[10]
- 2011: Olpe Wolfen Schwarzenberg, eine Ausstellung mit Werken von Katharina Immekus, Sebastian Speckmann und Jens Schubert im Museum der Bildenden Künste.[11]